# Пъстър арлекин
Пъстър арлекин или пъстър палячо (Atelopus varius), е вид жаба от семейство Крастави жаби (Bufonidae). Видът е критично застрашен от изчезване.

## Разпространение
Разпространен е в Коста Рика и Панама.

## Описание
Продължителността им на живот е не повече от 10 години. Популацията на вида е намаляваща.